# Robert van 't Hoff

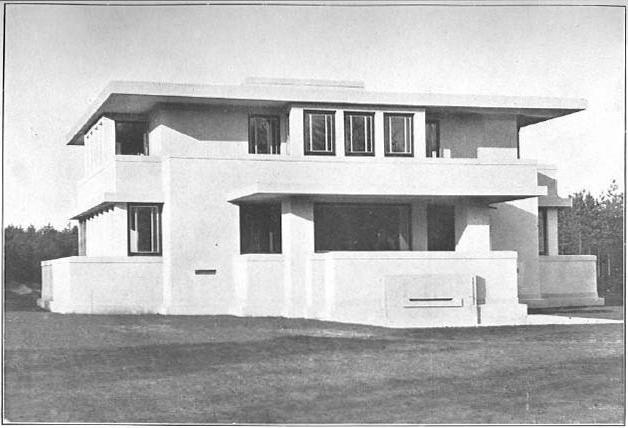
Robert van 't Hoff. Villa A.B. Henny, Huis ter Heide. 1914–1919.

Robert van 't Hoff (Rotterdam, 5 november 1887 – New Milton, Hampshire (Verenigd Koninkrijk), 25 april 1979) was een Nederlands architect en architectuurtheoreticus. Van 1917 tot 1919 was hij lid van De Stijl.

## Familie
Van 't Hoff was een lid van de familie Van 't Hoff. Hij was een zoon van dr. Herminus Johannes van 't Hoff (1859–1939), chemicus-bacterioloog, directeur van de Rotterdamsche Waterleidingmij., later oprichter en mededirecteur scheikundig Laboratorium Van ‘t Hoff en Weda en pedagoog, en Jeannetta Daniëlla Cornelia Titsingh (1859–1925). Hij trouwde in 1918 met jkvr. Petronella Charlotte Antoinette Wilhelmina Hooft (1898–1979) uit welk huwelijk een dochter en een zoon werden geboren.

## Levensloop

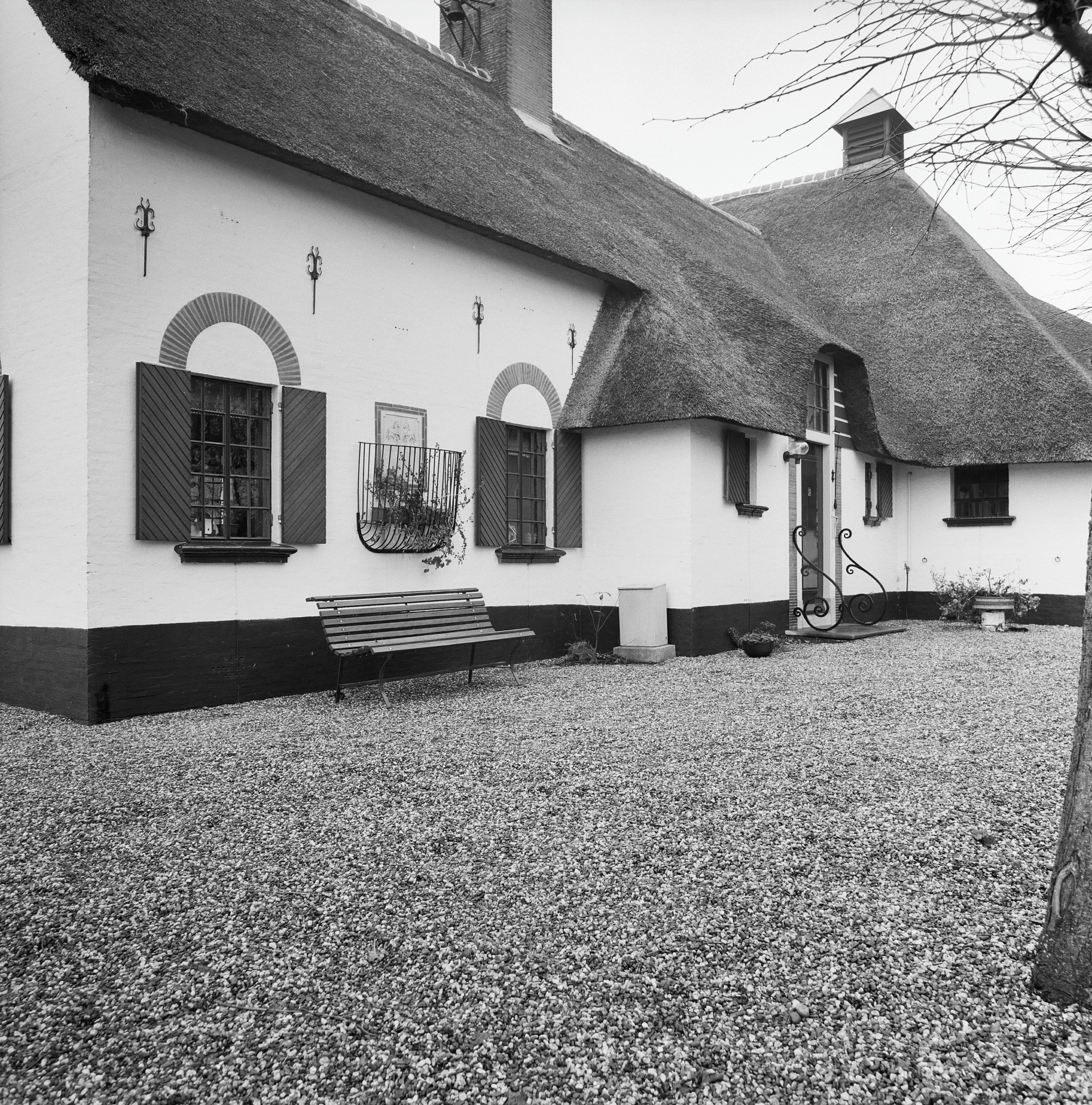
Robert van 't Hoff Hofstede de Zaaier, Lunteren 1911–1912

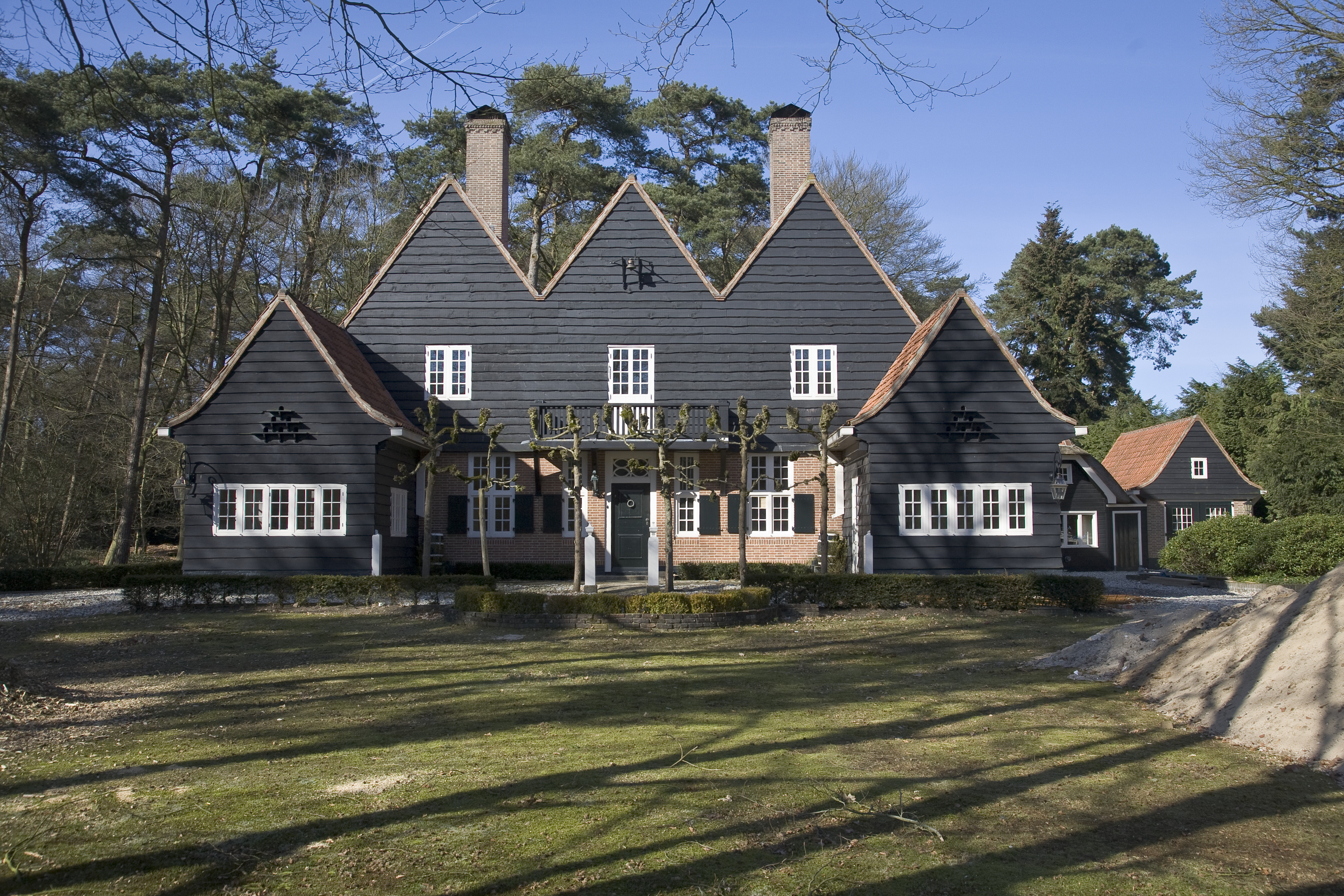
Robert van 't Hoff Villa Løvdalla, Bosch en Duin 1911

Van 't Hoff groeide op in een comfortabel middenklasse-milieu in Rotterdam. Zijn vader was directeur van de Waterleidingmaatschappij. Hij genoot een architectuuropleiding in Engeland. Van 1906 tot 1911 studeerde hij in Birmingham aan de kunstschool, waar hij ook zijn eerste ontwerpen schetste. De eerste ontwerpen van Van 't Hoff zijn dan ook sterk beïnvloed door de Arts-and-craftsbeweging en ogen traditioneel. De eerste bouwwerken in het zeer kleine oeuvre van de architect werden ontwerpen in Engelse Cottagestijl. Hiertoe behoren de villa "Løvdalla" in Huis ter Heide uit 1911, die hij voor zijn ouders ontwierp, en een 'modelboerderij' in het Gelderse Lunteren uit 1911–1912 die de naam "Hofstede De Zaaier" kreeg. De hofstede werd van 1912 tot 1917 bewoond door de vader van Willem Duys, genaamd Pieter. Later woonde er een Calvé-bestuurslid, genaamd Julius Hendrik Tutein Nolthenius. In 1932 werd het verkocht aan Arie Visser, afkomstig uit Woubrugge en kleinzoon van een aldaar voormalig ARP-wethouder Arie Visser Sr.

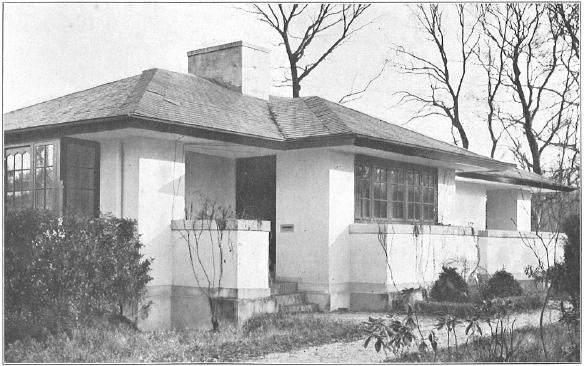
Robert van 't Hoff. Zomerhuis J.N. Verloop, Huis ter Heide. 1914.

Van 1911 tot 1914 woonde Van 't Hoff in Londen (Architectural Association). In juni 1914 bezocht hij Amerika, waar hij Frank Lloyd Wright ontmoette, veel van zijn werk zag en een grote hoeveelheid documentatie en foto's mee terugbracht. Teruggekomen in Nederlands ontwierp hij in 1914 een Wrightiaanse bungalow voor J.N. Verloop in de tuin van zijn ouders in Huis ter Heide. Deze bungalow herinnert niet alleen aan Wright, maar ook aan de bungalows die voor de Eerste Wereldoorlog in Engeland veel gebouwd werden. Zijn belangrijkste werk is echter de villa, die de Amsterdamse zakenman A.B. Henny tussen 1915 en 1919 eveneens in Huis ter Heide liet bouwen, direct naast Løvdalla. De villa wijkt vanwege zijn abstracte vorm al aanzienlijk af van het Wrightiaanse idioom. Villa Henny (sinds 2024 Villa Van 't Hoff) is gebouwd met een betonskelet, wat destijds erg ongebruikelijk was, zeker voor een woonhuis. Het eerste skelet stortte dan ook in vanwege onervarenheid van de aannemer. Van 't Hoff gebruikte de beste kwaliteit beton, waardoor hij de villa grote ramen kon geven en het dak aanzienlijk kon later overhellen. Nieuw aan dit huis is ook dat Van 't Hoff rekening hield met de constructie en het onderhoud ervan; zo liet hij water- en verwarmingsleidingen aanleggen in speciaal daarvoor uit de muur gespaarde schachten, waardoor ze makkelijker bereikbaar zijn. Hiermee kwam hij niet alleen tegemoet aan de wensen van de opdrachtgever, maar ook aan die van de uitvoerders. Deze bijna industriële benadering van het woonhuis maakt Villa Henny tot een van de eerste modernistische villa's, vergelijkbaar met Villa Schwob van Le Corbusier uit 1916.
In 1917 kwam hij in contact met Theo van Doesburg en andere kunstenaars van De Stijl. Van Doesburg vond dat zijn villa Henny aansloot bij de toenmalige ideeën van De Stijl en Van 't Hoff deelde op zijn beurt Wils' en Ouds bewondering voor Frank Lloyd Wright en diens machine aesthetics. Op die manier vormt Van 't Hoff, met Oud en Wils, een brug tussen Wright en de latere Internationale Stijl. In maart 1918 verscheen het eerste artikel van Van 't Hoff in De Stijl en in november 1918 onderschreef hij, naast Theo van Doesburg, Vilmos Huszár, Anthony Kok, Piet Mondriaan, Georges Vantongerloo en Jan Wils, het Eerste Manifest van die groep. Van 't Hoff werd eigenlijk om heel praktische redenen lid van De Stijl. Van 't Hoff was lid van de Communistische Partij Holland en wilde de architectuur radicaal veranderen door in plaats van baksteen, dat veel van de arbeider eiste, (gewapend) beton toe te passen. Volgens Van 't Hoff waren bij gewapend beton 'alleen de toepassing in horizontale en verticale richtingen consequent', zoals Van Doesburg en Mondriaan in de schilderkunst de schuine en gebogen lijn afgezworen hadden.
Op 5 juli 1918 trouwde hij met jkvr. Petronella Charlotte Antoinette Wilhelmina Hooft, een rijke erfgename, met wier hulp hij De Stijl financieel ondersteunde. Ook maakte hij Van Doesburg in 1919 attent op de experimentele meubels van zijn vriend Gerrit Rietveld, waardoor deze betrokken raakte bij De Stijl. Verder hielp hij abonnees te werven en stuurde hij in 1918–1919 foto's van werk van De Stijl op naar geïnteresseerden in Rusland.
In 1919 zegde Van 't Hoff zijn lidmaatschap van De Stijl echter op, nadat Van Doesburg hem weigerde medewerking te verlenen aan een politieke actie om vrije postwisseling tussen Nederlandse en Russische kunstenaars te bevorderen om beter op de hoogte te blijven van de ontwikkelingen in postrevolutionair Rusland. Bovendien realiseerde de communistische Van 't Hoff zich dat De Stijl niet bij kon dragen aan een communistisch-egalitaire samenleving. Net als Rietveld, Huszár, enz., bleef Van 't Hoff immers afhankelijk van particuliere opdrachtgevers. Later keerde Van 't Hoff de architectuur zelfs helemaal de rug toe. Hij ontwierp in 1919–1920 enkele eenvoudige arbeiderswoningen in Laren (N.H.), en vestigde zich in 1922 in Engeland.
In Engeland schreef Van 't Hoff aan zijn belangrijkste geschrift: het anoniem gepubliceerde Abolition (1926), uitgegeven door Freedom Press in London. Hierin verwoordt de architect op een poëtische wijze zijn ideeën voor een betere samenlevingsvorm en een andere verdeling van goederen.
In 1928 verbleef Van 't Hoff korte tijd in de VS op de commune van de filantroop Charles Garland. Garland vroeg hem nieuwe communegebouwen te ontwerpen voor de April Farm Cooperative Association, maar dat ontwerp is waarschijnlijk niet uitgevoerd, en Van 't Hoff ging weer terug naar Europa. Evenmin uitgevoerd is een ontwerp dat hij maakte voor de wederopbouw van de Engelse plaats Coventry (V.K.). Dit woongebouw voor 2000 gezinnen ontstond op verzoek van een Health and Housing-vereniging. Van 't Hoff was diep geraakt door de verschrikkingen van de oorlog en het bombardement op de Engelse stad, en voelde zich geroepen door middel van zijn architectuur te werken aan de wederopbouw. Om onbekende redenen is het grote wooncomplex niet uitgevoerd.
Het laatste ontwerp dat wel is uitgevoerd, is de studieruimte die hij omstreeks 1960 voor eigen gebruik ontwierp in zijn woning in New Milton (Hampshire, V.K.) aan de Engelse zuidkust. Het is een pure ruimte, met een houten draagconstructie en lichte wandvlakken, die doet denken aan het streven van De Stijl naar de terugkeer tot de essentie. In die kamer bestudeerde hij zijn bijzondere collectie utopische geschriften en vond hij de rust om na te denken.
Wat rest van het archief van Robert van 't Hoff is in te zien in het Nederlands Architectuurinstituut in Rotterdam.

## Werk

### Publicaties

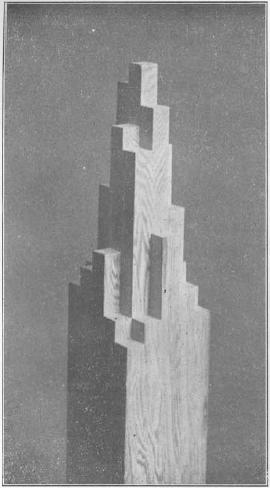
Trappaal.
Ca. 1918.

- 'Architectuur en haar ontwikkeling', De Stijl, 1e jaargang, nummer 5 (maart 1918): pp. 57-59. Zie Digital Dada Library.
- 'Architectuur en haar ontwikkeling (bij Bijlage VIII)', De Stijl, 2e jaargang, nummer 4 (februari 1919): pp. 40-42. Zie Digital Dada Library.
- 'Architectuur en haar ontwikkeling (vervolg)', De Stijl, 2e jaargang, nummer 5 (maart 1919): pp. 54-55. Zie Digital Dada Library.
- 'Het hotel café-restaurant „De Dubbele Sleutel” (eerste gedeeltelijke verbouwing) te Woerden. Bijlage 10. Architect Jan Wils', De Stijl, 2e jaargang, nummer 5 (maart 1919): pp. 58-59. Zie Digital Dada Library.
- 'Aanteekeningen bij Bijlage XX', De Stijl, 2e jaargang, nummer 10 (augustus 1919): pp. 114-116. Zie Digital Dada Library.

### Ontwerpen
- Zomerhuis J.N. Verloop, Huis ter Heide. 1915-1916. Westgevel, doorsnede, plattegrond en funderingsplan afgebeeld als Bijlage V in De Stijl, 2e jaargang, nummer 3 (januari 1919). Zie Digital Dada Library. Kapconstructie, oost-, zuid- en noordgevel afgebeeld als Bijlage VI in De Stijl, 2e jaargang, nummer 3 (januari 1919). Zie Digital Dada Library.
- Villa A.B. Henny, Amersfoortseweg 11, Huis ter Heide. 1915-1919. Zie afbeelding rechtsboven. Plattegronden afgebeeld in De Stijl, 2e jaargang, nummer 3 (januari 1919): [p. 33]. Zie Digital Dada Library. Voorgevel afgebeeld in Bijlage XV in De Stijl, 2e jaargang, nummer 7 (mei 1919). Zie Digital Dada Library.
- Trappaal. Ca. 1918. Hout. Zie afbeelding rechts.

## Filatelie
In 1969 werd een postzegel met een afbeelding van Villa Henny uitgegeven in een serie van 5 zomerzegels ontworpen door R.J. Draijer met een toeslag voor cultureel en sociaal werk.

## Verder lezen
- Broekhuizen, D., 'Abolition (1926). Robert van 't Hoffs visioen van een revolutie', Jong Holland, 12e jaargang, nr. 3 (1996): 38-46.
- Doesburg, Theo van, 'Eenige losse gedachten over moderne architectuur in verband met het zomerhuis te Huis ter Heide, architect Robt. van 't Hoff (bijlagen 5 en 6)', De Stijl, 2e jaargang, nr. 3 (januari 1919): pp. 31-32. Zie Digital Dada Library.
- Vollaard, Piet, Paul Groenendijk. Villa Henny. Huis ter Heide. R. van 't Hoff. Rotterdam: Uitgeverij 010, [1983] (ISBN 90-6450-004-5).
- Broekhuizen, D. (red.), Robert van 't Hoff. Architect van een nieuwe samenleving, Rotterdam: NAi publishers, 2010 (ISBN 978-90-5662-749-2)

- Bibliothèque nationale de France: cb16255433n (data)
- Biografisch Portaal: 16134273
- Gemeinsame Normdatei: 14179044X
- International Standard Name Identifier: 0000 0001 0678 4692
- Library of Congress Control Number: no2010192003
- Nederlandse Thesaurus van Auteursnamen: 070066264
- RKD-Nederlands Instituut voor Kunstgeschiedenis: 88490
- SNAC: w62525rv
- Système universitaire de documentation: 147349354
- Union List of Artist Names: 500067759
- Virtual International Authority File: 96150230
- WorldCat: E39PBJptYgPcDvdfTK64RrfTHC